# Novoivànovski (Stàvropol)
|  | Per a altres significats, vegeu «Novoivànovski». |

Novoivànovski (en rus: Новоивановский) és un poble (un khútor) del krai de Stàvropol, a Rússia, que en el cens del 2010 tenia 64 habitants. Pertany al districte rural de Kurskaia.